# 宇志比古神社
宇志比古神社（うしひこじんじゃ）は、徳島県鳴門市大麻町大谷に鎮座する神社である。

## 歴史
創建年は不詳。天正年間（1573年-1593年）に長宗我部元親の乱入により社殿、古記録、社宝を焼失したが、後に再興された。江戸時代には八幡宮と呼ばれ、明治以降に宇志比古神社を称している。
徳島県内で現存する神社本殿では最古にあたり、2000年（平成12年）12月4日に本殿が国の重要文化財に指定された。

## 祭神
- 宇志比古尊
- 応神天皇
- 仁徳天皇
- 神功皇后

## 交通
- JR鳴門線阿波大谷駅より徒歩約10分。